# بروج (إيران)
بروج هي قرية في مقاطعة خلخال، إيران. يقدر عدد سكانها بـ 252 نسمة بحسب إحصاء 2016.